# Eörsi István
Eörsi István, eredeti nevén Schleiffer Ede (Budapest, 1931. június 16. – Budapest, 2005. október 13.) Kossuth- és József Attila-díjas író, költő, műfordító, publicista, Lukács György tanítványa, majd fordítója.
Eörsi Mátyás politikus nagybátyja, Eörsi János újságíró és Eörsi László történész apja.

## Élete
Schleiffer Pál és Eörsi Teréz gyermekeként látott napvilágot, közel egy évtizeddel az 1922. szeptember 19-én született jogtudós bátyja, Eörsi Gyula után. Testvéréhez hasonlóan fiatalon sztálinista nézeteket vallott, s Sztálin halála alkalmából dicsőítő verset is írt. 1953-tól már reformer gondolkodású lett, Nagy Imre követője volt. Az 1956-os forradalomban aktívan részt vett, főként újságírói tevékenységével.
1956 decemberében nyolc év börtönre ítélték, de 1960. augusztus 20-án amnesztiát kapott. 1967-ig főképp fordításokból élt, majd ebben az évben az Élet és Irodalomnál szerződést kapott.
1977–1982-ig a kaposvári Csiky Gergely Színház dramaturgja volt, de ellenzéki magatartása miatt elbocsátották. Attól kezdve szabad foglalkozású író volt. 1983–1986 között Nyugat-Berlinben élt. 1989-ben visszatért Kaposvárra.
A rendszerváltást követően az SZDSZ tagja volt 2004-ig, amikor a párt politikája elleni tiltakozásból kilépett. Az Élet és Irodalom, a Beszélő és a Magyar Narancs lapok rendszeres szerzője volt.

## Válogatott bibliográfia
- Fiatal szemmel. Versek (Szépirodalmi, 1953)
- Ütni az ördögöt (Magvető, 1956) Elkobozva, 1957
- Változatok egy közhelyre (Magvető, 1968)
- Tragikomédiák (Magvető, 1969)
- Különremény (Szépirodalmi, 1972) Elkobozva, a kinyomtatott példányok a nyolcvanas évek közepén kerültek elő
- Széchenyi és az árnyak; Magvető, Bp., 1974
- Ruhapróba. Válogatott műfordítások; Európa, Bp., 1975
- A nemek és az igenek. Válogatott versek (Magvető, 1976)
- Lonci narancssárgában (Szépirodalmi, 1976)
- Ruhapróba. Válogatott műfordítások (Európa, 1976)
- Történetek egy hideg faházban. Írások a hűség és hűtlenség tárgyköréből (Szépirodalmi, 1978)
- Ürügyeim (Magvető, 1979)
- Bohóc a hídon; in: Bohók és bohócok. Öt új magyar egyfelvonásos; NPI, Bp., 1979 (Színjátszók kiskönyvtára)
- A derűlátás esélyei (Szépirodalmi, 1981)
- Jönnek a bájos tények (Szépirodalmi, 1983)
- A Maradjhű-utcában (Szépirodalmi, 1985)
- Az utolsó szó jogán. Esszé / Az interjú. Abszurd dokumentumjáték; AB Független Kiadó, Bp., 1985
- Kilenc dráma (Szépirodalmi, 1988)
- Emlékezés a régi szép időkre (Katalizátor Iroda, (szamizdat), (1988), Napra-forgó, (legális, második kiadás) 1989)
- Bedobom a törülközőt. Publicisztikai írások (Napra-forgó, 1989)
- Az interjú. Rádióra alkalmazott abszurd dokumentumjáték; rádióra alk., rend. Berényi Gábor; Háttér, Bp., 1989 (Háttér füzetek; MR füzetek)

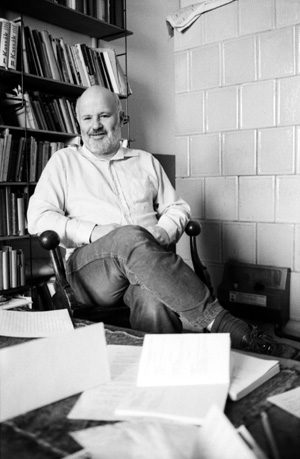
Eörsi István (Budapest, 1990.) Fotó: Kertész Dániel

- Nem vagyok kikerics (Szépirodalmi, 1990)
- Jönnek a bájos tények; Cserépfalvi, Bp., 1991 (cenzúrátlanított kiad.)
- A kalap és a villamos. Gyermekversek; T-Twins, Bp., 1992
- A kompromisszum. Komédia kilenc beszélgetésben; Békés Megyei Könyvtár, Békéscsaba, 1992
- A szerző szeretné, ha a pofa feje és a csomó emlékeztetne egymásra. Hat dráma (Pátria könyvek, 1992)
- Sírkő és kakaó; in: Válogatás színjátszóknak; összeáll. Kamenár Éva; Národné osvetové centrum, Bratislava, 1993 (Záujmová umelecká cinnost') – a megjelenés évében Eörsi a színpadi változat rendezője is volt a Budapesti Kamaraszínházban.
- Üzenet mélyvörös levélpapíron. Esszék és publicisztikai írások (Pesti Szalon, 1993)
- Én és az Isten. Versek (Pesti Szalon, 1994)
- Időm Gombroviczcsal Archiválva 2018. augusztus 26-i dátummal a Wayback Machine-ben (Pesti Szalon, é. n. (1994)
- A csomó. Elbeszélések (Pesti Szalon, é. n. (1995)
- Az ötlábú bárány[halott link]. Publicisztikai írások (Pesti Szalon, é. n. (1996)
- A szabadság titokzatos bája. Esszék, kritikák, portrék 1967–1997. (Palatinus, 1997)
- Időm Gombrowiczcsal. Naplónapló; 2. jav. kiad.; Pesti Szalon, Bp., 1997
- Utasok a senkiföldjén. Jóbok könyve (Palatinus, 1998)
- Szögek. Összegyűjtött versek 1952–2000 (Palatinus, 2000)
- Versdokumentumok, magyarázatokkal 1949–1956 (Palatinus, 2001)
- Ismerős úr a csúszdán. Publicisztikai írások (Noran, 2002)
- Zárt térben Önéletrajzi regény (Noran, 2003)
- A fogadás. 18 dráma (Noran, 2004)
- Kérdések, barátaimnak. Versek (Noran, 2004)
- Kérdések, barátaimnak. Versek; Noran, Bp., 2004
- Halpagár. Gyermekversek (Noran, 2005)
- dr. Noha. Történetek (Noran, 2005)
- Emlékezés a régi szép időkre. Börtönkönyv; Noran, Bp., 2006
- Időm Gombrowiczcsal 1-2.; 2. jav. kiad.; Fapadoskonyv.hu, Bp., 2009
- Végjáték / Kőrössi P. József: Naplóromok; Gondolat, Bp., 2023

## Fontosabb szerkesztés
- Lukács György: Megélt gondolkodás – Életrajz magnószalagon (Magvető, 1989)

## Elismerései
- 1952: József Attila-díj
- 1983: Frankfurter Autorenstiftung-díj
- 1988: osztrák műfordítói díj
- 1989: Déry Tibor-díj
- 1990: Színikritikusok Díja
- 1991: a Magyar Köztársaság Aranykoszorúval Díszített Csillagrendje
- 1993: Parnasszus-különdíj
- 1993: IBBY-különdíj
- 1996: Soros Alapítvány életműdíj
- 2005: Kossuth-díj